# Jacob Sørensen
Pour les articles homonymes, voir Sørensen.
Jacob Sørensen, né le 23 janvier 1915 à Ravnsbjerg (Danemark) et mort le 27 décembre 1990, est un homme politique danois, membre du parti Venstre, ancien ministre et ancien député au Parlement (le Folketing).